# Мораро
Мораро (італ. Moraro) — муніципалітет в Італії, у регіоні Фріулі-Венеція-Джулія,  провінція Гориція.
Мораро розташоване на відстані близько 460 км на північ від Рима, 45 км на північний захід від Трієста, 10 км на захід від Гориції.
Населення — 762 особи (2014).
Щорічний фестиваль відбувається 30 листопада. Покровитель — Андрій Первозваний.

## Демографія
Населення за роками:

Станом на 1 січня 2023 року в муніципалітеті офіційно проживав 21 іноземець з 13 країн, серед них 5 громадян країн Євросоюзу та 1 громадянин України.

## Сусідні муніципалітети
- Каприва-дель-Фріулі
- Кормонс
- Фарра-д'Ізонцо
- Градіска-д'Ізонцо
- Маріано-дель-Фрьюлі
- Сан-Лоренцо-Ізонтіно